# 比格克里克鎮區 (密蘇里州卡斯縣)
比格克里克鎮區（英語：Big Creek Township）是位於美國密蘇里州卡斯縣的一個行政鎮區。

## 地方資料
比格克里克鎮區的面積為94.19平方千米，當中陸地面積為90.04平方千米，而水域面積為4.15平方千米。根據2020年美國人口普查的數據，當地共有人口5514人，而人口密度為每平方千米58.54人。